# Arne Johansson
Karl Arne Johansson-Tevall (Estocolmo, 4 de março de 1927) é um ex-ciclista sueco de ciclismo de pista.
Competiu nos Jogos Olímpicos de Verão de 1952 em Helsinque, onde fez parte da equipe sueca que terminou em décimo primeiro lugar na perseguição por equpes de 4 km.